# Mistrzostwa Świata w Strzelaniu do Rzutków 1965
Mistrzostwa Świata w Strzelaniu do Rzutków 1965 – dziesiąte mistrzostwa świata w strzelaniu do rzutków; rozegrano je w stolicy Chile – Santiago.
Rywalizowano w dwóch konkurencjach: trapie indywidualnym oraz w skeecie indywidualnym. W klasyfikacji medalowej zwyciężyli reprezentanci gospodarzy.

## Klasyfikacja medalowa
Gospodarze mistrzostw
| Pozycja | Kraj              | Złoto | Srebro | Brąz | Łącznie |
| ------- | ----------------- | ----- | ------ | ---- | ------- |
| 1       | Chile             | 1     | 1      | 0    | 2       |
| 2       | RFN               | 1     | 0      | 0    | 1       |
| 3       | Stany Zjednoczone | 0     | 1      | 1    | 2       |
| 4       | Wenezuela         | 0     | 0      | 1    | 1       |

## Wyniki
| Konkurencja           | Złoto             | Wynik    | Srebro        | Wynik    | Brąz             | Wynik    |
| Skeet (indywidualnie) | Konrad Wirnhier   | 199 pkt. | Jorge Jottar  | 196 pkt. | Guillermo Raydan | 195 pkt. |
| Trap (indywidualnie)  | Juan Enrique Lira | 292 pkt. | Peter Roussos | 290 pkt. | William Abbott   | 290 pkt. |